# Лейрия (округ)
Округ Лейрия (порт. Distrito de Leiria) — округ в западной Португалии.
Округ состоит из 16 муниципалитетов. Входит в Центральный регион. Распределён между 3 статистическими субрегионами: Оэште, Пиньял-Интериор-Норте, Пиньял-Литорал. Ранее входил в состав провинции Бейра-Литорал и Эштремадура. Территория — 3509 км². Население — 470 930 человек (2011). Плотность населения — 134,21 чел./км². Административный центр — город Лейрия.

## География
Регион граничит:
- на севере — округ Коимбра
- на востоке — округа Каштелу-Бранку и Сантарен
- на юге — округ Лиссабон
- на западе — Атлантический океан

## Муниципалитеты
Округ включает в себя 16 муниципалитетов:

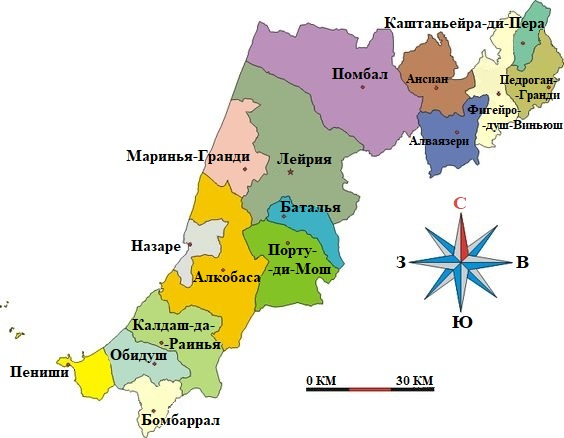
Карта муниципалитетов округа Лейрия.

1. Педроган-Гранди
2. Алкобаса
3. Баталья
4. Лейрия
5. Обидуш
6. Бомбаррал
7. Назаре
8. Алваязери
9. Порту-ди-Мош
10. Калдаш-да-Раинья
11. Фигейро-душ-Виньюш
12. Ансиан
13. Помбал
14. Маринья-Гранди
15. Пениши
16. Каштаньейра-ди-Пера